# Sypilus
Sypilus is een geslacht van kevers uit de familie Vesperidae. De wetenschappelijke naam van het geslacht werd in 1840 gepubliceerd door Félix Édouard Guérin-Méneville-Méneville.

## Soorten
Sypilus omvat de volgende soorten:
- Sypilus boeroi Prosen, 1960
- Sypilus ferrugineus Gounelle, 1913
- Sypilus orbignyi Guérin-Méneville, 1840